# Oblężenie Dary
Oblężenie Dary miało miejsce między 25 kwietnia a 6 maja 2011 w pierwszych tygodniach protestów w Syrii przeciwko rządowi Baszszara al-Asada. W odpowiedzi na antyrządowe manifestacje w mieście Dara, miasto zostało otoczone przez wojsko, a protesty zostały spacyfikowane. W rezultacie walk i zamieszek, zdaniem organizacji broniącej praw człowieka, zginęło 244 uczestników protestów i 81 żołnierzy. Oblężenie Dary przyczyniło się do dalszej eskalacji protestów w Syrii, które z czasem przerodziły się w wojnę domową.

## Przebieg wydarzeń

### Protesty antyrządowe w Darze
Na początku marca 2011 dziesięcioro dzieci w wieku od dziewięciu do piętnastu lat, prawdopodobnie dla żartu, napisało na ścianie swojej szkoły antyrządowe hasło, lub, według innych relacji, jedynie słowo "wolność". Inspiracją dla takiego zachowania były prawdopodobnie wydarzenia Arabskiej Wiosny, protesty przeciwko dyktaturom w Egipcie, Libii, Tunezji i Jemenie. Być może również uczniowie wyrażali w ten sposób niezadowolenie własnych rodzin wywołane sytuacją w Syrii. Dzieci zostały aresztowane przez jedną z syryjskich służb bezpieczeństwa, przewiezione do Damaszku, tam przesłuchane i być może torturowane. Ich rodziny bez powodzenia ubiegały się o zwolnienie.
15 marca w Darze doszło do manifestacji, której uczestnicy domagali się uwolnienia dzieci, jak również wzywali do zreformowania skorumpowanego i brutalnego systemu władzy. Wzięło w niej udział kilka tysięcy osób. Pochód został zatrzymany przez siły bezpieczeństwa; cztery osoby zostały zastrzelone. Następnego dnia w kolejnym proteście wzięło udział 20 tys. osób. Uczestnicy manifestacji zaatakowali biuro gubernatora muhafazy, której stolicą jest Dara, siedzibę miejscowego oddziału syryjskiej partii Baas oraz budynek należący do sił bezpieczeństwa. Protesty powtórzyły się również w kolejnych dniach. 23 marca 2011 siły bezpieczeństwa, pacyfikując manifestację, wdarły się do meczetu, w którym urządzono polowy szpital. Podawano następnie informację, iż zginęło piętnaście osób, a kilkaset zostało rannych.
W odpowiedzi na protesty w Darze prezydent Baszszar al-Asad usunął ze stanowiska niepopularnego gubernatora miejscowej muhafazy. Protesty jednak nie wygasły. Kolejne manifestacje rozpoczynały się zwłaszcza po zakończeniu piątkowych modlitw w meczetach. W odpowiedzi Dara została otoczona przez wojsko. Zabroniono odprawiania publicznych pogrzebów, gdyż pochówki poprzednich ofiar stawały się początkiem kolejnych manifestacji. Miasto pozbawiono dostępu do wody, elektryczności i sieci komórkowych. 8 kwietnia rząd syryjski stwierdził ponadto, że uczestnicy protestów w Darze zabili 19 policjantów lub funkcjonariuszy służb.

### Oblężenie miasta
25 kwietnia 2011 do Dary wkroczyło ok. 3 tysiące funkcjonariuszy służb bezpieczeństwa wspieranych przez czołgi, a dachy budynków obsadzili snajperzy. Dara była intensywnie ostrzeliwana przez artylerię. Tego dnia rozpoczęło się oblężenie miasta. W mieście zginęło co najmniej 25 osób. Władze Syrii zamknęły wszystkie przejścia graniczne z Jordanią. 26 kwietnia 2011 siły bezpieczeństwa nadal prowadziły ostrzał w Darze, zaś dzień później z Damaszku wyjechał transport 30 czołgów zmierzających do miasta. W tłumieniu protestów brała udział 4. dywizja pancerna, której dowódcą jest brat Baszszara al-Asada Mahir.
Do ruchu oporu 29 kwietnia 2011 przyłączyły się wioski. Zorganizowano kolejny „Dzień Gniewu”. Wielotysięczny pochód z prowincji na Darę, którego celem było złamanie oblężenia miasta, został stłumiony przez siły bezpieczeństwa. W ostrzale zginęło co najmniej 19 protestujących. Kolejnego dnia, podczas pogrzebów ofiar w Darze, siły bezpieczeństwa otworzyły ogień, zabijając kilka kolejnych osób. W pacyfikacji pochodów uczestniczyło 20 czołgów. Oblężenie Dary trwało do 5 maja 2011, gdy protesty w mieście zostały ostatecznie stłumione. W proteście przeciwko pacyfikacji miasta dwóch deputowanych Zgromadzenia Ludowego z okręgu Dary, Nasir Hariri i Chalil Rifai, złożyło mandaty, z urzędu zrezygnował również mufti regionu Dary.
Według działającej w Damaszku organizacji zajmującej się obroną praw człowieka, w Darze zginęło co najmniej 244 uczestników protestów i 81 żołnierzy.